# Приходько Віктор Миколайович
Приходько Віктор Миколайович — український кінорежисер, сценарист, продюсер. Генеральний директор телекомпанії «ПРО ТБ».

## Життєпис
Народ. 17 березня 1957 р. в Києві. Закінчив Київський державний інститут театрального мистецтва ім. І. Карпенка-Карого. Автор сценарію та режисер фільму «Тихий жах» (1989). Був одним з режисерів серії гумористичних короткометражок «Веселі бабки» створені для російського телеканалу СТВ 1994—1998 роках. У 1996-98 роках був продюсером Шоу довгоносиків.
З ? року член Національної Спілки кінематографістів України. З 2004 по 2005 роки був генеральним директором Київської кіностудії художніх фільмів ім. О. П. Довженка.
Президент телекомпанії «ПРО-ТВ».

## Сім'я
- син Артем — український сценарист та продюсер.[2]

## Фільмографія

### Продюсер
- 2007 — Дев'ять життів Нестора Махна
- 2009 — Розлучниця
- 2010 — Вчора закінчилась війна
- 2015-2020 — Пес
- 2020 — Останній день війни